# Resolutie 1742 Veiligheidsraad Verenigde Naties
Resolutie 1742 van de Veiligheidsraad van de Verenigde Naties werd unaniem door de VN-Veiligheidsraad aangenomen op 15 februari 2007 en verlengde de VN-vredesmacht in de Democratische Republiek Congo met twee maanden.

## Achtergrond
In 1994 braken in de Democratische Republiek Congo etnische onlusten uit die onder meer werden veroorzaakt door de vluchtelingenstroom uit de buurlanden Rwanda en Burundi. In 1997 beëindigden rebellen de lange dictatuur van Mobutu en werd Kabila de nieuwe president. In 1998 escaleerde de burgeroorlog toen andere rebellen Kabila probeerden te verjagen. Zij zagen zich gesteund door Rwanda en Oeganda. Toen hij in 2001 omkwam bij een mislukte staatsgreep werd hij opgevolgd door zijn zoon. Onder buitenlandse druk werd afgesproken verkiezingen te houden die plaatsvonden in 2006 en gewonnen werden door Kabila.
Intussen zijn nog steeds rebellen actief in het oosten van Congo en blijft de situatie er gespannen.

## Inhoud

### Handelingen
De Veiligheidsraad verlengde het mandaat van de MONUC-vredesmacht in Congo-Kinshasa tot 15 april en verlengde eveneens de versterkingen die met eerdere resoluties waren geautoriseerd.
Ook werd de secretaris-generaal gevraagd zo snel mogelijk te rapporteren over zijn consultaties met de Congolese autoriteiten over mogelijke aanpassingen van de vredesmacht.

## Verwante resoluties
- Resolutie 1711 Veiligheidsraad Verenigde Naties (2006)
- Resolutie 1736 Veiligheidsraad Verenigde Naties (2006)
- Resolutie 1751 Veiligheidsraad Verenigde Naties (2007)
- Resolutie 1756 Veiligheidsraad Verenigde Naties (2007)

Lijst ·  1739 ·  1740 ·  1741 ·  1742 ·  1743 ·  1744 ·  1745 ·  1746 ·  1747 ·  1748 ·  1749 ·  1750 ·  1751 ·  1752 ·  1753 ·  1754 ·  1755 ·  1756 ·  1757 ·  1758 ·  1759 ·  1760 ·  1761 ·  1762 ·  1763 ·  1764 ·  1765 ·  1766 ·  1767 ·  1768 ·  1769 ·  1770 ·  1771 ·  1772 ·  1773 ·  1774 ·  1775 ·  1776 ·  1777 ·  1778 ·  1779 ·  1780 ·  1781 ·  1782 ·  1783 ·  1784 ·  1785 ·  1786 ·  1787 ·  1788 ·  1789 ·  1790 ·  1791 ·  1792 ·  1793 ·  1794